# Reprezentacja Belgii w piłce wodnej kobiet
Reprezentacja Belgii w piłce wodnej kobiet – zespół, biorący udział w imieniu Belgii w meczach i sportowych imprezach międzynarodowych w piłce wodnej, powoływany przez selekcjonera, w którym mogą występować wyłącznie zawodnicy posiadający obywatelstwo belgijskie. Za jej funkcjonowanie odpowiedzialny jest Belgijski Związek Pływacki (KBZB/FRBN), który jest członkiem Międzynarodowej Federacji Pływackiej.